# Supercopa Sudamericana
La Supercopa Sudamericana Joao Havelange, ou Supercopa Libertadores, était une compétition de club disputée entre les anciens vainqueurs de la Copa Libertadores. Elle a eu lieu entre 1988 et 1997.

## Champions et vice-champions
| Année | Champion         | Pays      | Score              | Vice-champion    | Pays      |
| ----- | ---------------- | --------- | ------------------ | ---------------- | --------- |
| 1988  | Racing Club      | Argentine | 2-1, 1-1           | Cruzeiro EC      | Brésil    |
| 1989  | Boca Juniors     | Argentine | 0-0, 0-0 (5-3 tab) | CA Independiente | Argentine |
| 1990  | Club Olimpia     | Paraguay  | 3-0, 3-3           | Nacional         | Uruguay   |
| 1991  | Cruzeiro EC      | Brésil    | 0-2, 3-0           | River Plate      | Argentine |
| 1992  | Cruzeiro EC      | Brésil    | 4-0, 0-1           | Racing Club      | Argentine |
| 1993  | São Paulo FC     | Brésil    | 2-2, 2-2 (5-3 tab) | CR Flamengo      | Brésil    |
| 1994  | CA Independiente | Argentine | 1-1, 1-0           | Boca Juniors     | Argentina |
| 1995  | CA Independiente | Argentina | 2-0, 0-1           | CR Flamengo      | Brésil    |
| 1996  | Vélez Sársfield  | Argentine | 1-0, 2-0           | Cruzeiro EC      | Brésil    |
| 1997  | River Plate      | Argentine | 0-0, 2-1           | São Paulo FC     | Brésil    |

## Finales jouées et gagnées par équipe
| Club             | Pays | Finales jouées | Finales gagnées |
| ---------------- | ---- | -------------- | --------------- |
| Cruzeiro EC      |      | 4              | 2               |
| CA Independiente |      | 3              | 2               |
| Boca Juniors     |      | 2              | 1               |
| River Plate      |      | 2              | 1               |
| São Paulo FC     |      | 2              | 1               |
| Club Olimpia     |      | 1              | 1               |
| Racing Club      |      | 1              | 1               |
| Vélez Sársfield  |      | 1              | 1               |
| CR Flamengo      |      | 2              | 0               |
| Nacional         |      | 1              | 0               |

## Finales jouées et gagnées par pays
| Pays      | Finales jouées | Finales gagnées |
| --------- | -------------- | --------------- |
| Argentine | 10             | 6               |
| Brésil    | 8              | 3               |
| Paraguay  | 1              | 1               |
| Uruguay   | 1              | 0               |